# Завоевание Канарских островов
Завоевание Канарских островов Кастилией происходило с 1402 по 1496 годы. Этот процесс можно условно разделить на два периода: «феодальный», когда завоевание осуществляли отдельные дворяне в обмен на вассальную присягу короне, и «коронный», когда католические короли принялись осуществлять завоевание самостоятельно.

## Предыстория
Связи между Канарскими островами и миром Средиземноморья существовали со времён античности. После падения Западной Римской империи эти связи ослабли, и в Средние века первые сведения о неких островах в Атлантике, которые можно соотнести с Канарами, встречаются в арабских источниках.
В конце XIII века европейские страны начинают искать пути на восток в обход мусульманских владений. Кроме того, монархи Иберийского полуострова, вдохновлённые Реконкистой, намеревались распространять христианское учение в земли, где оно было неизвестно. Всё это привело к возобновлению контактов европейцев с Канарами.

## Перед завоеванием

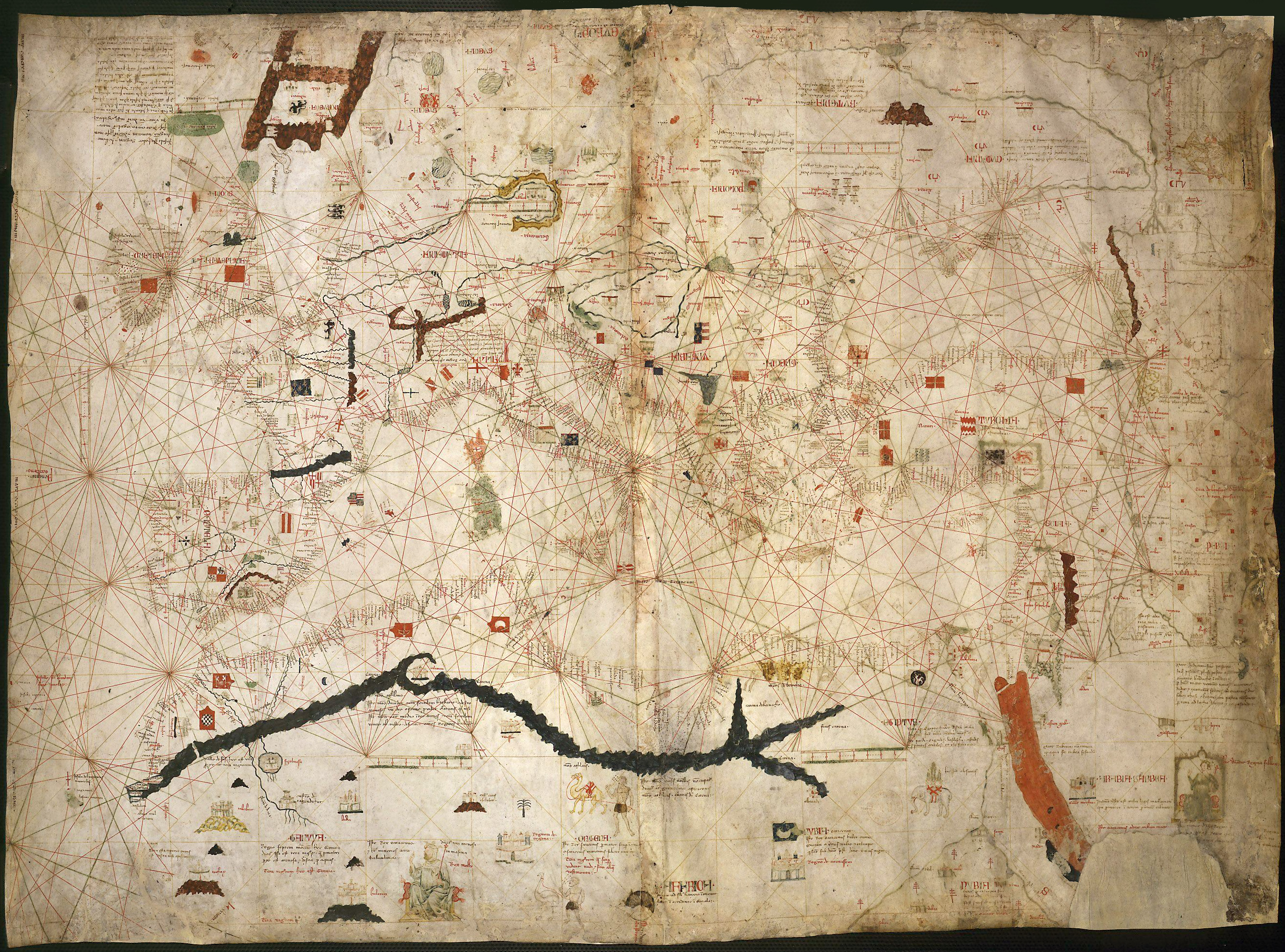
Портолан Дюльсерта, на котором есть остров Лансароте

Первый европейский визит на Канары после Античности обычно датируется 1312 годом, когда туда попал генуэзский капитан Ланцеротто Малочелло. Сведения, полученные от него, были нанесены в 1339 году на портулан Анджелино Дульсертом из королевства Майорка, где на месте Канарских островов были изображены помеченные генуэзским щитом «остров Ланцеротто Малочелло», «остров сильного ветра» и «остров Веги Мари». Если на более ранних картах имелись лишь фантастические предположения о местонахождении «островов Фортуны», основанные лишь на их упоминаниях у Плиния, то портулан Дульсерта стал первой европейской картой с их точным месторасположением.
В 1341 году португальский король Афонсу IV профинансировал экспедицию, которая отправилась к Канарам на трёх кораблях под командованием флорентийца Анджолино дель Теггиа де Корбицци и генуэзца Николосо да Рекко. Эта экспедиция исследовала архипелаг в течение пяти месяцев, нанесла на карту 13 островов (7 крупных и 6 мелких), и наблюдала населявших острова гуанчей, привезя с собой в Лиссабон четверых аборигенов. Эта экспедиция впоследствии стала основой для португальских претензий на Канары.
Экспедиция 1341 года подстегнула европейский интерес к Канарам: европейские торговцы увидели в их первобытном населении лёгкий источник рабов. В 1342 году из Майорки на Канары при финансовой поддержке местных купцов отправилось две экспедиции — одна по руководством Франсеска Дувалерса, другая — под начальством Доменека Гуаля. Об итогах этих экспедиций ясной информации нет.
Информация о новых землях привлекла внимание и католической церкви. В 1344 году Луис де ла Серда (граф Клермона, адмирал Франции), служивший тогда французским посланником при папском дворе в Авиньоне, предложил папе Клименту VI захватить острова и обратить аборигенов в христианство. В ноябре 1344 года папа издал буллу Tu devonitis sinceritas, предоставляющую Канарские острова Луису де ла Серда и дарующую ему титул «принц Фортуны». В январе 1345 года папа издал новую буллу, придающую предполагаемому завоеванию островов под руководством Серды характер крестового похода, предоставляющую индульгенцию его участникам; иберийским монархам были отправлены папские послания, призывающие их предоставить для этой экспедиции всё необходимое. Португальский король Афонсe IV немедленно заявил протест, заявив о португальском приоритете в открытии островов, однако подчинился власти Папы. Король Кастилии Альфонсо XI Справедливый также выразил протест, заявляя, что в соответствии с древними вестготскими диоцезами и имевшимися до Реконкисты договорами острова попадают под юрисдикцию Кастилии, однако признал титул Серды. Несмотря на формальное согласие, оппозиция со стороны иберийских монархов привела к тому, что до самой смерти Серды в 1348 году никакой экспедиции так и не состоялось.
После того, как Серда сошёл со сцены, прочие партии возобновили свои походы. Имеются записи об экспедициях в этот район, предпринятых с Майорки (теперь аннексированной Арагоном) — Хауме Феррера в 1346 году (направленной в Сенегал, но не имевшей возможности миновать Канары), Арнау Рохера в 1352 году, проспонсированная королём экспедиция Хоана Мора в 1366 году. Эти экспедиции (как и, несомненно, многие другие, записи о которых не сохранились), были в основном коммерческими, их основной целью был захват островитян для продажи их в качестве рабов на европейских рынках. Тем не менее имела место и нормальная торговля с островитянами, так как местные продукты, использовавшиеся для изготовления красителей (особенно драконова кровь), были ценным сырьём для европейской текстильной промышленности.

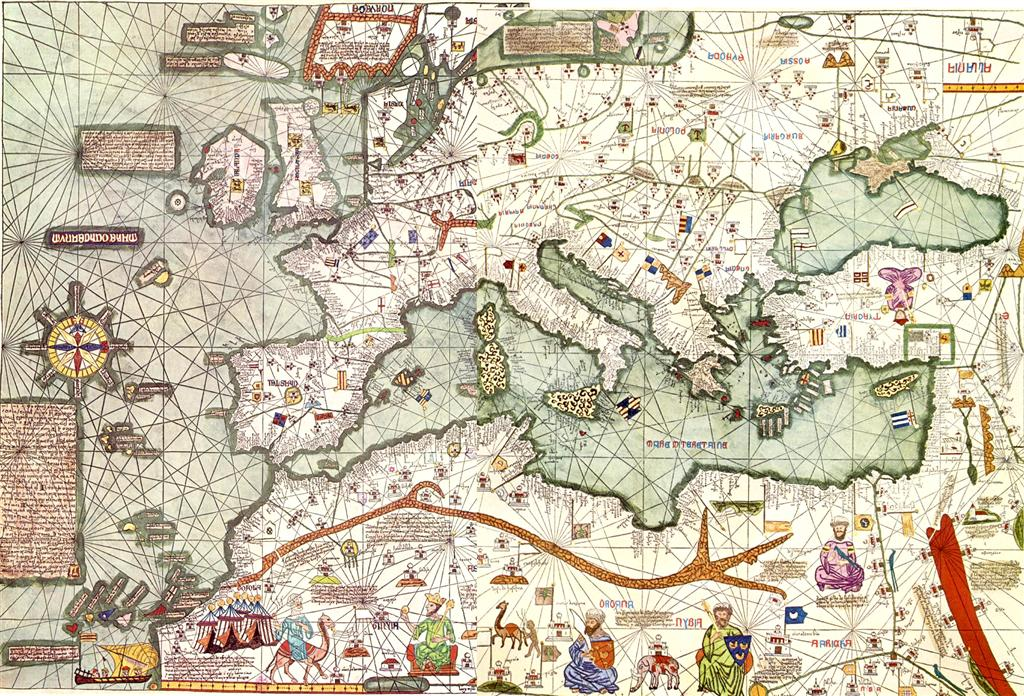
Каталанский атлас

Папская курия не оставляла надежды на крещение островитян. В 1351 году папа Климент VI организовал экспедицию для доставки на Канарские острова францисканских миссионеров и 12 крещёных аборигенов (вероятно, захваченных предыдущими экспедициями) на судах майоркских капитанов Хоана Дориа и Хауме Сегарра; состоялась ли эта экспедиция — неясно. В июле 1369 года авиньонский папа Урбан V создал диоцез Островов Фортуны, и назначил Бонната Тари туда епископом, а в булле от сентября 1369 года поручил епископам Барселоны и Тортосы отправить священников отправлять службы на Канарах на местных языках; были ли эти люди реально туда отправлены, или эти проекты остались лишь на бумаге — также неясно. Более определённая информация имеется об экспедиции 1386 года с Майорки, профинансированной Педро IV Арагонским и папой Урбаном VI; хоть её точная судьба и неизвестна, имеется более позднее сообщение о 13 «христианских священниках», которые проповедовали на Канарах «в течение семи лет» и были замучены в ходе восстания 1391 года. Всего с 1352 по 1386 годы состоялось (или по крайней мере планировалось) по меньшей мере пять миссионерских экспедиций.
В 1370-х годах Португалия и Кастилия оказались втянутыми в династические войны, последовавшие за убийством Педро I Кастильского, в результате чего охотящиеся друг за другом португальские и кастильские приватиры стали совершать походы к Канарским островам, используя их в качестве укрытия, либо охотясь там на рабов. Проигнорировав буллу 1344 года, в 1370 году Фернанду I даровал острова Лансароте и Гомера некоему «Ланкароте да Франкиа». Этот Ланкароте попытался захватить острова, и сражался там «с гуанче и кастильцами».
Все эти экспедиции привели к уточнению географических сведений о Канарских островах. В 1367 году на карту братьев Доменико и Франческо Пиццигано были нанесены острова Гомера и Иерро. Каталанский атлас 1375 года изображает Канарские острова уже практически полностью и точно (отсутствует лишь остров Пальма).

## Завоевание

### Лансароте и Фуэртевентура

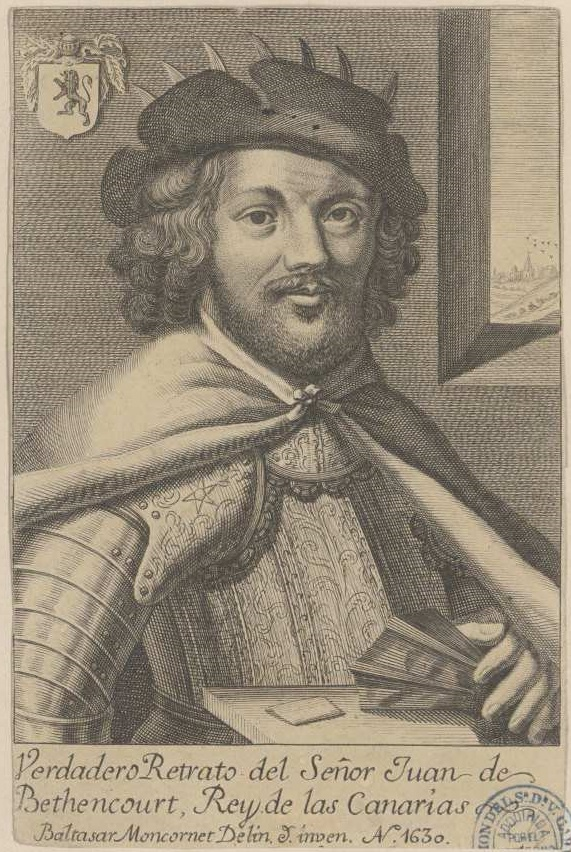
Жан де Бетанкур

Нормандский дворянин Жан де Бетанкур владел текстильными и краскодельными мануфактурами, а Канарские острова могли стать для них источником сырья. Через своего дядю Робера да Бракемона он сумел получить от кастильского короля Энрике III разрешение на завоевание Канарских островов в обмен на принесение вассальной присяги.
Экспедиция отправилась из Ла-Рошели и после остановок в Галисии и Кадисе летом 1402 года прибыла на Лансароте. Аборигены и их вождь Гадарфия были не в состоянии оказать сопротивление захватчикам и сдались. Нормандцы обосновались в южной части острова, где построили укрепление и учредили Канарское епископство.
С 1402 по 1405 годы, используя опорный пункт на Лансароте, нормандцы вели завоевание Фуэртевентуры. Им препятствовали не столько сопротивление островитян, сколько раздоры между двумя командующими. Голод и отсутствие ресурсов вынудили экспедицию отступить на Лансароте, и Бетанкур отправился в Кастилию за новой помощью. Энрике выделил необходимое снабжение и подтвердил исключительные права Бетанкура на завоевание островов.
Тем временем оставленный Бетанкуром в качестве командующего Ла Салль столкнулся с двойной проблемой: с мятежом Бертина де Берневаля, начавшего охоту на рабов, и с мятежом лансеротских гуанчей, которые этому сопротивлялись. Умиротворение Лансароте длилось до конца 1404 года, и лишь после этого возобновилось завоевание Фуэртевентуры. Однако два командующих при этом действовали раздельно, создавая каждый свой собственный домен. Завоевание было завершено в 1405 году, когда сдался вождь островитян. Где-то в этот период Ла Салль отплыл во Францию и больше никогда не возвращался на Канары.
По окончании завоевания Фуэртевентуры Бетанкур вернулся в Нормандию, чтобы найти переселенцев и ресурсы для завоевания остальных островов.

### Иерро
В 1405 году был захвачен остров Иерро. Населявшие его бимбаче не оказали сопротивления, и были в основном проданы в качестве рабов; а остров был заселён переселенцами из Кастилии и Нормандии.
В 1412 году Жан де Бетанкур навсегда вернулся в Нормандию, оставив вместо себя главным своего родственника Масио де Бетанкура.

### Правление феодалов
В 1418 году Масио де Бетанкур продал свои владения и право на завоевание оставшихся островов Энрике Пересу де Гусману. В период с 1418 по 1445 годы домен сменил владельцев ещё несколько раз, и в итоге оказался в руках Эрнана Пераса-старшего и его детей — Гильена и Инесы. Гильен погиб во время атаки на остров Пальма, после чего единственными правителями островов стали Инеса Пераса и её муж Диего Гарсия де Эррера. В 1477 году они передали остров Гомера своему сыну Энрнану Пераса-младшему, а права на завоевание Пальмы, Гран-Канария и Тенерифе — королю Кастилии.
Остров Гомера был не завоёван, а перешёл во владение семьи Пераса-Эррера благодаря договорам между Эрнаном Пераса-старшим и аборигенами, принявшими правление кастильцев. Однако притеснения со стороны новых правителей вызвали восстания аборигенов, и в ходе последнего из них, в 1488 году, правитель острова Эрнан Пераса-младший был убит. Его вдова, Беатрис де Бобадильа и Оссорио, для подавления восстания была вынуждена прибегнуть к помощи завоевателя Гран-Канария Педро де Вера. Последовавшие репрессии привели к гибели двухсот повстанцев, многие островитяне были проданы в качестве рабов на испанских рынках.

### Завоевание Гран-Канарии (1478—1483)
24 июня 1478 года на острове высадилась первая экспедиция под командованием Хуана Рехона и Деана Бермудеса; софинансировал экспедицию Хуан де Фриас, епископ Сан-Марсиаль дель Рубикон. Экспедиция основала Реал де Лас-Пальмас. Через несколько дней состоялось первое сражение с островитянами, в котором кастильцы победили. Эта победа дала кастильцам контроль над северо-восточной частью острова.
В последующие годы аборигены оказывали захватчикам сопротивление в гористой внутренней части острова, в то время как среди кастильцев наступили раздоры, им не хватало людей и ресурсов. Королевским указом Хуан Рехон был смещён со своего поста, а на его место назначен Педро Фернандес да Альгаба, который впоследствии был казнён по приказу смещённого Рехона. Внутренние беспорядки среди кастильцев прекратились лишь в 1481 году, когда новым губернатором острова был назначен Педро де Вера, арестовавший Хуана Рехона.
Покончив с раздорами и получив большой контингент от Диего Гарсии де Эрреры с острова Гомера, Педро де Вера возобновил завоевание острова. В битве при Арукасе был убит вождь гуанче Дорамас. Властитель Галдара, Тенесор Семидан, был пленён Алонсо Фернандесом де Луго, что послужило решающим фактором в завоевании острова: он был отправлен в Кастилию, где крещён под именем Фернандо Гуанартеме, после чего, подписав договор с королём, стал верным и ценным союзником кастильцев. 29 апреля 1483 года в крепости Анситте сдалась Гаяармина Семидан, правившая Гран Канария; в тот же день покончили с собой вождь Бентехуй и его советник шаман Файкан.

### Завоевание острова Пальма (1492—1493)
Алонсо Фернандес де Луго, сыгравший важную роль в завоевании Гран-Канария, получил от католических королей право на завоевание островов Пальма и Тенерифе. В случае, если он справится с островом Пальма за год он получал 700 тысяч марраведи и право на пятую долю захваченного. Чтобы осуществить предприятие, Луго вошёл в долю с Хуаното Берарди и Франсиско де Риберолем; каждый партнёр брал на себя треть расходов, и должен был получить аналогичную долю прибыли.
Кампания началась 29 сентября 1492 года, когда кастильцы высадились в Тасакорте. Алонсо Фернандес де Луго, чтобы облегчить себе дело, заключал с местными вождями соглашения, по которым им предоставлялись те же права, что и кастильцам, поэтому процесс завоевания проходил с минимумом сопротивления. Проблемы возникли лишь в Асеро, где вождь Танаусу использовал естественные преимущества местности: в его владения имелось лишь два прохода, которые было легко защищать. Опасаясь, что он не уложится в положенный срок и потеряет приз в 700 тысяч марраведи, Де Луго пригласил Танаусу на переговоры, где тот обманом был захвачен. Его отправили в качестве пленника в Кастилию, но по дороге он умер от голода. Официальной датой окончания завоевания стала 3 мая 1493 года. После этого многие островитяне (даже в тех областях, где вожди подписали соглашения с Де Луго), были проданы в качестве рабов, хотя большинство населения интегрировалось в новое общество.

### Завоевание Тенерифе (1494—1496)

Менсеяты Тенерифе перед кастильским вторжением

Попытки присоединить остров Тенерифе к Короне Кастилии датируются по крайней мере, с 1464 года. В том же году, имеет место символическое владение островом Господина Канарских островов Диего Гарсия де Эррера. Это подписание мирного договора с менсеятами, которые позволяют вскоре после того, построить башню на своей земле, где европейцы жили до тех пор, пока не были изгнаны около 1472 года одними и теми же гуанчами.
В 1492 году губернатор Гран-Канарии Франциско Мальдонадо организует рейд, закончившийся катастрофой для европейцев, так как они потерпели поражение от гуанчей Анага.
В декабре 1493 года Алонсо Фернандес де Луго получил от католических королей подтверждение своего права на завоевание Тенерифе и обещание, что если он откажется от премии за завоевание Пальмы, то будет назначен губернатором острова. Деньги на кампанию он добыл, продав сахарную плантацию в долине Агаэте, полученную после завоевания Гран-Канария, и вступив в соглашение с осевшими в Севилье итальянскими купцами.
К моменту кастильского вторжения менсеяты на Тенерифе были расколоты на два лагеря: тех, которые были настроены к кастильцам лояльно (на юге и востоке острова), и тех, кто им противостоял (на севере острова).
В апреле 1494 года силы вторжения в составе 2000 пехотинцев и 200 всадников высадились на месте современного Санта-Крус-де-Тенерифе. Построив там крепость, они стали продвигаться вглубь острова. Бенкомо, возглавлявшему «партию войны», был предложен мир, если он примет христианство и признает главенство католических королей, но предводитель гуанчей отверг такое предложение.
В первой битве у Асентехо гуанчи уничтожили до 80 % вторгшихся врагов, после чего уничтожили воздвигнутую ими крепость. Алонсо Фернандес де Луго сумел бежать на Гран-Канария и, набрав лучше подготовленные войска, вернулся на Тенерифе. Вновь отстроив крепость, он опять двинулся внутрь острова, и на этот раз разбил Бенкомо в битве у Агере; сам Бенкомо и его брат погибли в бою.
В декабре 1495 года испанцы вторглись на север острова, где вторая битва у Асентехо привела к крушению сопротивления аборигенов. В 1502 году, уже после того, как остров был объявлен завоёванным, было подавлено последнее восстание под руководством менсея Ичасагуа. Так было завершено завоевание острова Тенерифе, а с ним и всех Канарских островов.